# Черновиц, Шмуэль
Шмуэль Черновиц (ивр. שמואל טשרנוביץ‎; 13 декабря 1879, Себеж — 30 июля 1929, Тель-Авив) — писатель, журналист и общественный деятель.

## Биография
Родился в семье раввина Александра Зискинда Черновица и Леи — дочери раввина Шмуэла Дрозда. Получил традиционное еврейское образование. В 1896 опубликовал свою первую статью в журнале «Хамелиц». В это же время примкнул к сионистскому движению.
В 1903 переехал в Варшаву, работал секретарем детского еженедельника «Олам катан», затем переехал в Вильну, где принимал участие в редактировании ежедневной газеты «Ха-Зман». В 1910 возобновил издание газеты «Ха-Цфира» (Варшава), некоторое время замещал Н. Соколова на посту редактора. Во время Первой мировой войны находился в Москве, принимал участие в подготовке ежедневной газеты на иврите «Ха-Ам» (1917—1918).
В 1921 эмигрировал в Эрец-Исраэль, был членом редакционного совета газеты «Ха-Арец», секретарем Ваад Леуми. Позже работал в Еврейском национальном фонде. Был одним из основателей Союза писателей Эрец-Исраэль. Автор исторической монографии «Бней-Моше у-ткуфатам» («Члены общества Бней-Моше и их эпоха», 1914) и ряда статей и эссе, вошедших в сборнике «Им шахар» (1927).
Его именем названа улица в Хайфе.